# Cirkus Charlie
Cirkus Charlie var en dansk omrejsende cirkus, der turnerede fra cirka 1988 til 2007.
Cirkus Charlie havde et mindre firemasters telt.